# Oskar Trenkwitz
Oskar Trenkwitz (* 15. Dezember 1879 in Wien; † 5. April 1971 in Klagenfurt) war Direktor und österreichischer Politiker ohne Fraktion.

## Leben
Trenkwitz war der Sohn von Karl Trenkwitz und dessen Ehefrau Leopoldine. Er war römisch-katholisch.
Oskar Trenkwitz besuchte die Bürgerschule und danach eine Handelsschule. von 1914 bis 1918 leistete er Kriegsdienst. Später wurde er Geschäftsführer in Klagenfurt. Er war Mitglied des Beirates für Handelsstatistik im Ministerium für Handel und Verkehr und Mitglied und Führer des Heimatschutzes sowie Kärntner Landesleiter des Österreichischen Aeroklubs. Er wurde mit der Verleihung des Titels Kommerzialrat ausgezeichnet.

## Politik
Trenkwitz war Obmann-Stellvertreter der Ortsgruppe Klagenfurt der Großdeutschen Volkspartei. 
- 7. März 1934 bis 2. Mai 1934: Mitglied des Bundesrates (IV. Gesetzgebungsperiode), ohne Fraktion
- 7. März 1934 bis 3. Oktober 1934: Abgeordneter zum Kärntner Landtag (15. Gesetzgebungsperiode), Heimatblock
- 19. November 1934 bis zu seinem Rücktritt am 11. November 1937: Abgeordneter des berufsständischen Kärntner Landtags im autoritären Ständestaat für die Gruppe Handel und Verkejr. Im Landtag war er Mitglied des Finanz- und des Verfassungsausschusses. Nachfolger im Landtag wurde Valentin Reichmann